# Рацинская Дача
Рацинская Дача (укр. Рацинська Дача) — село в Вознесенском районе Николаевской области Украины.
Основано в 1824 году. Население по переписи 2001 года составляло 244 человек. Почтовый индекс — 56543. Телефонный код — 5134. Занимает площадь 0,119 км².
История Государственный природный заповедник Рацинская дача исчисляет свою историю с 1813 года, когда граф Скаржинский обосновался в этих землях (Николаевская область Украины) для ведения собственного экологического хозяйства. Изначально эпицентром 
природной зоны являлось имение Трикраты, именно в нём обосновался граф и вёл свои дела по лесоводству. На тот момент во всей стране больше не имелось ни одного аналога данному лесоводству: т.е. никто не занимался разведением леса в степной зоне Украины.
Именно по этой причине в успех предприятия графа Скаржинского мало кто верил. И действительно, первые годы работы здесь лесоводческого предприятия успеха было мало, но оно и понятно, ведь граф Скаржинский даже не владел специальным образованием. И всё же пройдя сквозь огонь и медные трубы, граф сумел таки добиться своего: в хозяйстве появились первые молодые лесопосадки. В итоге имение пробыло в руках Скаржинского около 4-х десятков лет. За это время человек без специального образования сумел развести чуть более 400 гектаров леса, создать порядка 40 прудов.
Сегодня государственный заповедник национального значения Рацинская дача представляет собой едва ли не единственное место на территории всего бывшего СССР, где всё ещё растёт старинная можжевеловая роща. Эта роща была заложена ещё самим графом Скаржинским, который получил саженцы на тот день очень редкого растения пароходом из Северной Америки. Другие лесные массивы заповедника Рацинская дача известны под названием Трикратский лес.
Общее состояние территории заповедника Рацинская дача следующее: среди ландшафтов здесь доминируют засушливые южные степи, среди природных ассоциаций — столетние дубравы. Как и можжевеловые леса, дубравы эти были высажены ещё при графе в 70-х годах 19 века. В общем плане лесной массив Рацинской дачи разделён на два крупных урочища: «Василева пасека» и «Лабиринт«.
Остановимся на урочище «Лабиринт«. Его территория полностью засажена лесом, исключение составляет лишь занятая водными просторами реки территория. Река так сильно петляет по урочищу, что во многих местах над ней были созданы мостики. Обилие мостовых конструкций и создало иллюзию некого лабиринта. В настоящее время общая площадь урочища «Лабиринт» составляет 247 гектар. Именно здесь располагаются наиболее ценные участки всего заповедника — старые дубравы, возраст могучих деревьев в которых колеблется между 120 и 200 годами. Таких дубов здесь насчитано около 350 экземпляров. В центре этой дубравы раскинулся удивительный пруд, знаменитый хорошим уловом.
Примечателен заповедник Рацинская дача и своим животным миром, наиболее удивительными его составляющими являются популяции оленей и косуль, зайцев и фазанов. На общем фоне выделяется и местная колония серых цапель, она базируется в секторе заповедника, который носит название Миронив сад. Это место в целом расценивается, как единственное во всей Николаевской области, где гнездятся серые цапли. К слову, название своё заповедник получил от фамилии одного из управляющих.

## Местный совет
56543, Николаевская обл., Вознесенский р-н, с. Вознесенское, ул. Центральная, 11